# Catathelasma
Catathelasma é um gênero de fungo pertencente à família Tricholomataceae. O gênero contém quatro espécies, nenhuma das quais é comum.

## Descrição
Todas as quatro espécies de Catathelasma são encontradas na América do Norte, mas apenas uma (C. imperiale) é conhecida na Europa. Elas são espécies de fungos semelhantes à Tricholoma razoavelmente maciços, mas distinguem-se desse gênero porque os membros têm guelras decorrentes e, no nível microscópico, porque eles têm esporos de amiloide e uma trama de guelra bilateral. Os membros são micorrízicos, crescem no chão sob as coníferas, têm uma consistência dura, e suas hastes afunilam em direção ao fundo e muitas vezes são parcialmente enterrados no solo. Eles têm remanescentes de véu proeminentes (dois anéis, ou um anel e uma volva).
Todos os membros tendem a ser encontrados nas montanhas. Na Europa, a espécie única varia em frequência de "muito rara" a "rara".

## História e nomeação
O gênero Catathelasma foi definido por Ruth Ellen Harrison Lovejoy em 1910 com base nas holótipo C. evanescens, que ela descreveu como uma nova espécie ao mesmo tempo. Em sua descrição, ela diz:
| “ | O anel e a volva, em conjunto com as guelras decorrentes muito decididas (sobre que caráter o nome genérico se baseia), estão contando características deste gênero dos Leucosporae. | ” |

De acordo com o dicionário etimológico de nomes botânicos de Genaust, "Catathelasma" vem do grego antigo, com as palavras "kata" (κατά - para baixo) e "thelasma" (θήλασμα - que significa "o ato de amamentar"). Ele diz que a razão para essa construção não é clara, mas sugere que o autor está comparando a forma feita pelas guelras, que correm pelo tronco como um seio esticado durante a sucção. "Decurrent" significa "atropelar o caule" e outra possível conexão com a descrição de Lovejoy é que "katatheo" (καταθέω) significa "eu corro". No entanto, é difícil perceber como isso poderia logicamente dar origem ao substantivo.
A história anterior deste grupo de cogumelos ocorreu na Europa. A única espécie européia do gênero foi descrita pela primeira vez em 1845 por Fries sob o nome de Agaricus imperialis. Em 1872, Quélet classificou-o dentro de Armillaria e, em 1922, o botânico austríaco Günther von Mannagetta und Lërchenau Beck inventou para esta única espécie o gênero Biannularia, um nome que ainda é encontrado na literatura. Por um tempo Catathelasma e Biannularia foram considerados como gêneros separados, embora intimamente relacionados, como por exemplo em um artigo de Rolf Singer, em 1936. Posteriormente, Singer uniu os gêneros usando o nome de Lovejoy.